# フロリジン
フロリジン（Phlorhizin）はジヒドロカルコンの一種で、フロレチンとグルコースがグルコシド結合でつながった2'-グルコシドフロレチンである。小腸や腎臓に存在する糖輸送体を強力に競争阻害する。セイヨウナシやリンゴ、サクランボなどの植物の樹皮に含まれ強い苦みを持つ。カーネーションの花びらの色にも関係している。

## 歴史
1835年、フランスの科学者によってリンゴの根の樹皮から抽出された。当初はキニーネと同じように解熱薬や抗炎症薬、抗マラリア薬として比較的少量の投与が行われていたが、人体に大量に投与すると尿中にブドウ糖が排出される腎性糖尿状態になることが、やがて知られるようになった。20世紀初頭には、フロリジンを投与して人工的に腎性糖尿状態とした犬が、各種動物実験に用いられた。

## 生化学的性質
フロリジンとその類似体は糖輸送体のSGLT1を強力に競争阻害する（その後の研究で、フロリジンはSGLT1, 2, 3すべてを競合阻害することがわかっている）。これは、フロリジンがSGLT1のC末端側にある「ループ13」と呼ばれる部分に結合するからだと考えられている。このため、フロリジンを投与すると、小腸での糖の吸収（SGLT1）、腎臓近位尿細管での糖の再吸収（SGLT1, 2）が阻害され、血中血糖値が降下する。また尿細管内部に遺残するブドウ糖によって浸透圧利尿効果が発現するために、尿量が増加する。

## 医薬品としての応用
2016年現在、解熱薬や抗炎症薬、抗マラリア薬として使用されることはない。また糖尿病の血糖コントロール目的としては有効ではあるものの、小腸のSGLT1も阻害するために、ブドウ糖の再吸収阻害によって腸管内の浸透圧が高く保たれて浸透圧性の下痢を引き起こす他、脳に存在するSGLT受容体阻害の功罪も未評価である。このためフロリジンをそのまま医薬品として使用するのは不適当とされる。フロリジンの分子構造とSGLT受容体の構造解析により、SGLT2選択性を高めた薬剤が糖尿病治療薬のSGLT2阻害薬として2013年3月にFDAに認可された。日本では2014年から初のSGLT2阻害薬としてイプラグリフロジンの販売が始まり、2016年までに6種類の薬剤が流通している。SGLT2阻害薬には、糖尿病の血糖降下作用の他に、腎保護作用、心保護作用があるとされる。また一方で尿中ブドウ糖濃度上昇によって頻尿や脱水、尿路感染症を増加させることも知られている。

## 特記事項
フロリジンの分解産物であるフロレチンは脳内のグルコース濃度の低下をおこすことがラットの実験で知られており、今のところフロレチンは糖尿病の治療には用いられていない。SGLT2選択的阻害薬は次世代経口血糖降下薬として開発が進んでいる。